# Стена Троллей
Стена Троллей (норв. Trollveggen, Trollwall) — участок горного массива Тролтиндэн (норв. Trolltindene). Находится на западном побережье Норвегии в долине Ромсдален (местность Рейнхейм, национальный парк Рейнхейм). Перепад высот стены от дна долины до вершины 1700 метров, высота вертикального участка стены составляет порядка 1000 метров, что делает его самым большим в Европе. Стена Троллей относится к так называемым «Big Wall» стенам, восхождения по которым являются исключительно сложной альпинистской задачей.
В силу особенностей географического расположения и геологического строения для стены характерны частые камнепады и обвалы. Один из крупнейших произошел осенью 1998 года. Отвалившийся кусок породы значительно изменил некоторые из проложенных по стене альпинистских маршрутов.

## История восхождений
Впервые стена Троллей была пройдена в 1965 году норвежской и британской группами альпинистов. Норвежская команда (Оле Энерсен, Лейф Петтерсен, Одд Элиассен и Йон Тэйгланд) штурмовала стену в левой части на протяжении 11 дней и закончила восхождение на один день раньше британской (норвежский маршрут). Британцы (Тони Ховард, Джон Эмэтт и Билл Твидэйл) выбрали маршрут по центру стены и затратили на его прохождение пять дней. Он получил название Риммонд (Rimmond Route, V, 5.10+) и является наиболее популярным.
Первое зимнее восхождение по стене совершила польская команда альпинистов в марте 1974 года. Сборная Польши добралась до вершины за 13 дней, повторив французский маршрут, проложенный в 1967 году.
Сейчас на стене имеется 14 маршрутов разной длины и степени сложности. Некоторые можно преодолеть без специальной подготовки за один-два дня, покорение других может занять несколько недель и связано с риском для жизни.

## Бейсджампинг
Стена Троллей пользуется большой популярностью у бейсеров. В то же время она является одним из самых сложных объектов для бейс-прыжков из-за выступов, достигающих порой 50 метров. Впервые бейс-прыжок там был совершён в начале восьмидесятых годов. В результате прыжка со Стены Троллей в 1984 году погиб родоначальник бейсджампинга Карл Бениш. В 1986 году норвежские власти издали закон о запрете бейс-прыжков на этом объекте вследствие большого количества несчастных случаев, но многих это не остановило.